# Syrrhopodon croceus
Syrrhopodon croceus là một loài rêu trong họ Calymperaceae. Loài này được Mitt. mô tả khoa học đầu tiên năm 1859.